# Hel van het Mergelland 2006
L'Hel van het Mergelland 2006, trentatreesima edizione della corsa, valido come evento dell'UCI Europe Tour 2006 categoria 1.1, si svolse il 1º aprile 2006 su un percorso di 188,6 km. Fu vinto dall'ucraino Mychajlo Chalilov, che terminò la gara in 5h 01' 29" alla media di 37,534 km/h.
Furono 30 i ciclisti che portarono a termine la competizione.

## Ordine d'arrivo (Top 10)
| Pos. | Corridore          | Squadra         | Tempo    |
| ---- | ------------------ | --------------- | -------- |
| 1    | Mychajlo Chalilov  | LPR             | 5h01'29" |
| 2    | Martijn Maaskant   | Rabobank        | s.t.     |
| 3    | Bert Scheirlinckx  | Jartazi         | a 1"     |
| 4    | Thomas Berkhout    | Van Vliet-EBH   | a 3"     |
| 5    | Floris Goesinnen   | Van Vliet-EBH   | s.t.     |
| 6    | Valerij Kobzarenko | Navigators Ins. | a 10"    |
| 7    | Steven Kleynen     | Landbouwkrediet | a 46"    |
| 8    | Igor Abakoumov     | Jartazi         | a 1'24"  |
| 9    | Sergej Lagutin     | Navigators Ins. | s.t.     |
| 10   | Nico Sijmens       | Landbouwkrediet | s.t.     |